# Тоні Кітейн
Тоні Кітейн (англ. Tawny Kitaen, при народженні Джулі Елен Кітейн, англ. Julie Ellen Kitaen; 5 серпня 1961, Сан-Дієго, Каліфорнія — 7 травня 2021, Ньюпорт-Біч, Орандж) — американська акторка та модель.

## Життєпис
Народилася 5 серпня 1961 року у місті Сан-Дієго, Каліфорнія, в єврейській родині Террі Кітейна, співробітника фірми з виробництва неонових вивісок, та Лінди Тейлор, домогосподарки і колишньої учасниці конкурсу краси. У 12 років змінила ім'я на Тоні. У 14 років почала відвідувати рок-концерти. Під час навчання у старшій школі почала зустрічатися з Робіном Кросбі, гітаристом рок-гурту Ratt, разом з яким переїхала до Лос-Анджелеса, де почала працювати моделлю. Знімалася у рекламних роликах шоумена і пропагандиста здорового способу життя Джека Лалейна, з'явилася на обкладинках альбомів Ratt «Ratt» (1983) та «Out of the Cellar» (1984), а також знялася у кліпі на їхню пісню «Black for More».
Акторську кар'єру розпочала 1983 року з невеликої ролі у телефільмі «Малібу», екранізації роману Вільяма Мюррея, за участю Кім Новак, Джеймса Коберна та Сьюзен Дей. Наступного року виконала головні ролі в еротичному фільмі «Гвендолін» Жуста Жакена та комедії «Холостяцька вечірка» за участю Тома Генкса. 1986 року знялася у фільмі жахів «Чаклунська дошка». Із лютого по липень 1989 року виконувала роль Лізи ДіНаполі у денній мильній опері NBC «Санта-Барбара». Того ж року вступила у шлюб з музикантом Девідом Ковердейлом, вокалістом рок-гуртів Deep Purple та Whitesnake. Знялася у кліпах Whitesnake на хіти з їхнього альбому «1987» — «Here I Go Again», «Is This Love», «Still of the Night» та «The Deeper the Love». 1991 року пара розлучилася.
У 1994—1997 роках виконувала роль Деяніри у серіалі «Геркулес: Легендарні подорожі» з Кевіном Сорбо у головній ролі. 1997 року вступила у шлюб з бейсболістом Чаком Фінлі. У шлюбі народила двох доньок — Вінтер Мері (нар. 18 березня 1997) та Рейн (нар. 1 червня 1998). Розлучилися 2002 року.
2006 року акторку було заарештовано за зберігання 15 грамів кокаїну. У грудні того ж року вона розпочала шестимісячний курс реабілітації в обмін на зняття звинувачення у зберіганні наркотиків. 2009 року її було затримано за водіння автомобіля у нетверезому стані і засуджено до двох діб ув'язнення та 64 годин громадських робіт.
Тоні Кітейн померла 7 травня 2021 року в себе вдома у місті Ньюпорт-Біч, округ Орандж, Каліфорнія, в 59-річному віці.

## Вибрана фільмографія
| Рік       |    | Українська назва              | Оригінальна назва                    | Роль            |
| --------- | -- | ----------------------------- | ------------------------------------ | --------------- |
| 1983      | тф | Малібу                        | Malibu                               | подружка Магоні |
| 1984      | ф  | Гвендолін                     | Gwendolyn                            | Гвендолін       |
| 1984      | ф  | Холостяцька вечірка           | Bachelor Party                       | Деббі Томпсон   |
| 1985      | тф | Каліфорнійські дівчата        | California Girls                     | Карен Мелоун    |
| 1986      | ф  | Чаклунська дошка              | Witchboard                           | Лінда Брюстер   |
| 1986      | ф  | Швидкий суд                   | Instant Justice                      | Вірджинія       |
| 1989      | с  | Санта-Барбара                 | Santa Barbara                        | Ліза ДіНаполі   |
| 1991      | с  | Сайнфелд                      | Seinfeld                             | Ізабель         |
| 1993      | ф  | Трійка чирв                   | Three of Hearts                      | жінка у барі    |
| 1994      | с  | Одружені... та з дітьми       | Married... with Children             | Домінік         |
| 1994      | тф | Геркулес і вогняне коло       | Hercules and the Circle of Fire      | Деяніра         |
| 1994      | тф | Геркулес у підземному царстві | Hercules in the Underworld           | Деяніра         |
| 1994      | тф | Геркулес в печері Мінотавра   | Hercules in the Maze of the Minotaur | Деяніра         |
| 1995—1997 | с  | Геркулес: Легендарні подорожі | Hercules: The Legendary Jorneys      | Деяніра         |
| 2011      | с  | CSI: Місце злочину            | CSI: Crime Scene Investigation       | Лідія Коул      |